# Valeria Mazza
Valeria Raquel Mazza (n. 17 februarie 1972, Rosario, Provincia Santa Fe, Argentina), căsătorită Gravier, cunoscută ca Valeria Mazza, este un fotomodel și o moderatoare de televiziune argentiniană.